# Канницаро (лунный кратер)
Кратер Канницаро (лат. Cannizzaro) — крупный ударный кратер в северном полушарии обратной стороны Луны. Название присвоено в честь итальянского химика Станислао Канниццаро (1826—1910) и утверждено Международным астрономическим союзом в 1970 г. 

## Описание кратера
Кратер Канницаро перекрывает юго-западный участок вала огромного кратера Почобут. Другими его ближайшими соседями кратера являются кратер Эллисон на западе; кратер Омар Хайям на севере-северо-западе; кратер Смолуховский на севере-северо-востоке; кратер Реньо на востоке-юго-востоке и кратер Чепмен на юге. Селенографические координаты центра кратера 55°30′ с. ш. 99°44′ з. д. / 55,5° с. ш. 99,73° з. д., диаметр 54,5 км, глубина 2,4 км.
Кратер Канницаро имеет полигональную форму, сильно разрушен. Вал сглажен и перекрыт множеством маленьких кратеров, самый заметный из них перекрывает северо-восточный участок вала. Высота вала над окружающей местностью достигает 1180 м , объем кратера составляет 2 600 км3. Дно чаши ровное, по всей вероятности выровнено породами выброшенными при образовании Моря Дождей, испещрено множеством мелких кратеров, имеется центральный пик несколько смещенный к востоку от центра чаши.
Несмотря на расположение на обратной стороне Луны при благоприятной либрации и хороших условиях освещения кратер доступен для наблюдения с Земли.

## Сателлитные кратеры
Отсутствуют.

## См.также
- Список кратеров на Луне
- Лунный кратер
- Морфологический каталог кратеров Луны
- Планетная номенклатура
- Селенография
- Минералогия Луны
- Геология Луны
- Поздняя тяжёлая бомбардировка